# Nina Hoss
Nina Hoss (Stoccarda, 7 luglio 1975) è un'attrice tedesca, attiva in cinema e teatro.

## Biografia
Figlia di Will Hoss, sindacalista e uomo politico tedesco, membro del Bundestag tedesco, e di Heidemarie Rohweder, attrice al teatro nazionale di Stoccarda, ha iniziato la carriera dopo essersi diplomata al Ernst Busch di Berlino. Il suo primo successo fu in un film di Bernd Eichinger, Girl Called Rosemarie. Componente del Deutsches Theater a Berlino dal 1998 è stata interprete di Medea. Nel 2000 viene eletta tra le Shooting Stars.
La collaborazione con il regista Christian Petzold le ha portato un grande successo; nel 2003 vince il Premio Adolf Grimme per il ruolo nel film Something to remind me e ancora nel 2005 per Wolfsburg, nel 2007 vince l'Orso d'argento al Festival internazionale del cinema di Berlino come migliore attrice per Yella, mentre nel 2008 vince il premio del cinema tedesco. Nel 2009 fa parte della giuria al Festival del film Locarno e nel 2011 al Festival internazionale del cinema di Berlino, mentre nel 2016 alla Mostra internazionale d'arte cinematografica di Venezia. Nel 2014 partecipa all'album Futurology della band gallese Manic Street Preachers, interpretando la canzone Europa geht durch mich.

## Impegno sociale
Sostiene la campagna Make Poverty History e le battaglie contro le mutilazioni genitali femminili. In continuità ideale con l'attività paterna, è impegnata come Goodwill Ambassador dello Stato del Pará in Brasile, dove si batte contro la distruzione della foresta pluviale e per migliorare le condizioni di vita degli indigeni.

## Filmografia

### Cinema
- La ragazza Rosemarie (Das Mädchen Rosemarie), regia di Bernd Eichinger (1996)
- Und keiner weint mir nach, regia di Joseph Vilsmaier (1996)
- Feuerreiter, regia di Nina Grosse (1998)
- Liebe deine Nächste!, regia di Detlev Buck (1998)
- Der Vulkan, regia di Ottokar Runze (1999)
- Nackt, regia di Doris Dörrie (2002)
- Epsteins Nacht, regia di Urs Egger (2002)
- Wolfsburg, regia di Christian Petzold (2003)
- Masai bianca (Die weiße Massai), regia di Hermine Huntgeburth (2005)
- Le particelle elementari (Elementarteilchen), regia di Oskar Roehler (2006)
- Hannah (Leben mit Hannah), regia di Erica von Moelle (2006)
- Yella, regia di Christian Petzold (2007)
- Das Herz ist ein dunkler Wald, regia di Nicolette Krebitz (2007)
- Die Frau des Anarchisten, regia di Marie Noëlle e Peter Sehr (2008)
- Una donna a Berlino (Anonyma - Eine Frau in Berlin), regia di Max Färberböck (2008)
- Jerichow, regia di Christian Petzold (2009)
- We Are the Night (Wir sind die Nacht) regia di Dennis Gansel (2010)
- La scelta di Barbara (Barbara), regia di Christian Petzold (2012)
- Gold, regia di Thomas Arslan (2013)
- La spia - A Most Wanted Man (A Most Wanted Man), regia di Anton Corbijn (2014)
- Il segreto del suo volto (Phoenix), regia di Christian Petzold (2014)
- Return to Montauk, regia di Volker Schlöndorff (2017)
- Pelikanblut, regia di Katrin Gebbe (2019)
- L'audizione, regia di Ina Weisse (2019)
- Schwesterlein, regia di Stéphanie Chuat e Véronique Reymond (2020)
- The Contractor, regia di Tarik Saleh (2022)
- Tár, regia di Todd Field (2022)
- Do Not Expect Too Much from the End of the World (Nu aștepta prea mult de la sfîrșitul lumii), regia di Radu Jude (2023)
- Langue étrangère, regia di Claire Burger (2024)

### Televisione
- Toter Mann (2001)
- Mein Leben – Nina Hoss, regia di Lilly Engel (2009)
- Homeland - Caccia alla spia – serie TV, 10 episodi (2014-2017)
- Tom Clancye jack Ryan episodio 3 serie TV
- Criminal: Germania - serie TV, 1 episodio (2019)
- The Defeated – serie TV, 8 episodi (2020)
- Jack Ryan - serie TV, 8 episodi (2022)

## Teatro
- 1989: Ich lieb' dich, ich lieb' dich nicht, Theater im Westen, Stuttgart
- 1991: Häuptling Abendwind, Theater im Westen, Stuttgart
- 1997: Happy End, Ernst-Busch-Schule Berlin
- 1997: Black Rider, Landesbühne Esslingen
- 1997: Drei große Frauen, Landesbühne Esslingen
- 1998: Torquato Tasso, Deutsches Theater Berlin
- 1999: Der Mann, der noch keiner Frau Blöße entdeckte, Deutsches Theater Berlin
- 1999: Minna von Barnhelm, Deutsches Theater Berlin
- 1999: Der blaue Vogel, Deutsches Theater Berlin
- 2000: Don Karlos, Deutsches Theater Berlin
- 2000: Verratenes Volk, Deutsches Theater Berlin
- 2001: Emilia Galotti, Deutsches Theater Berlin
- 2001: Zigarren, Berliner Ensemble
- 2002: Unerwartete Rückkehr, Berliner Ensemble / Schauspielhaus Bochum
- 2003: Einsame Menschen, Deutsches Theater Berlin
- 2003: Leonce und Lena, Berliner Ensemble
- 2005: Faust II, Deutsches Theater Berlin
- 2005: Jedermann, Salzburger Festspiele
- 2005: Minna von Barnhelm, Deutsches Theater Berlin
- 2006: Medea, Deutsches Theater Berlin
- 2008: Groß und klein, Deutsches Theater Berlin
- 2008: Die Präsidentinnen, Deutsches Theater Berlin
- 2009: Der einsame Weg, Deutsches Theater Berlin
- 2009: Öl (Lukas Bärfuss), Deutsches Theater Berlin
- 2010: Was ihr wollt, Schauspielhaus Zürich
- 2010: Kinder der Sonne, Deutsches Theater Berlin

## Riconoscimenti
- Festival internazionale del cinema di Berlino
2000 – Shooting Stars Award
2007 – Orso d'argento per la migliore attrice per Yella
- European Film Awards
2012 – Candidatura per la miglior attrice per La scelta di Barbara
- Deutscher Filmpreis
2004 – Candidatura per la miglior attrice protagonista per Wolfsburg
2008 – Miglior attrice protagonista per Yella
2015 – Candidatura per la miglior attrice protagonista per Il segreto del suo volto
- German Film Critics Association Awards
2013 – Candidatura per la miglior attrice per La scelta di Barbara
- Deutscher Fernsehpreis
2002 – Candidatura per la miglior attrice in un film per la televisione per Toter Mann
2004 – Candidatura per la miglior attrice in un film per la televisione per Wolfsburg
- Premio Adolf Grimme
2003 – Premio Adolf Grimme (Fiction/Entertainment) per Toter Mann (condiviso con Christian Petzold, Hans Fromm e Sven Pippig)
2005 – Premio Adolf Grimme (Fiction/Entertainment) per Wolfsburg (condiviso con Benno Fürmann e Christian Petzold)
- Indiewire Critics' Poll
2012 – Candidatura per la miglior attrice protagonista per La scelta di Barbara
2015 – Candidatura per la miglior attrice protagonista per Il segreto del suo volto
- International Cinephile Society Awards
2013 – Candidatura per la miglior attrice per La scelta di Barbara
2016 – Candidatura per la miglior attrice per Il segreto del suo volto
- Jupiter Award
2008 – Miglior attrice tedesca per Yella
2014 – Candidatura per la miglior attrice televisiva tedesca per Fenster zum Sommer
2015 – Candidatura per la miglior attrice tedesca per Il segreto del suo volto
- Village Voice Film Poll
2012 – Candidatura per la miglior attrice per La scelta di Barbara
2015 – Candidatura per la miglior attrice per Il segreto del suo volto
- Bavarian Film Awards
2006 – Miglior attrice per Masai bianca
- Bremen Film Award
2009 – Bremen Film Award
- Capri-Hollywood Film Festival
2012 – Miglior attrice per La scelta di Barbara
- Golden Camera
1997 – Lilli Palmer Memorial Camera per Das Mädchen Rosemarie
- Festival international du film d'amour de Mons
2015 – Miglior attrice per Il segreto del suo volto
- Montreal World Film Festival
1999 – Miglior attrice per Der Vulkan
- RTL Golden Lion Awards
1997 – Silver Lion per l'eccezionale risultato di un giovane talento per Das Mädchen Rosemarie
- Seattle Film Critics Awards
2016 – Miglior attrice per Il segreto del suo volto
- Seattle International Film Festival
2015 – Golden Space Needle per la miglior attrice per Il segreto del suo volto
- Toronto Film Critics Association Awards
2015 – Miglior attrice per Il segreto del suo volto
- Premio Bambi
2007 – Candidatura per la miglior attrice per Yella
- Dublin Film Critics Circle Awards
2015 – Candidatura per la miglior attrice per Il segreto del suo volto
- National Society of Film Critics Awards
2016 – Candidatura per la miglior attrice per Il segreto del suo volto
- Screen Actors Guild Awards
2016 – Candidatura per il miglior cast in una serie drammatica per Homeland – Caccia alla spia (condiviso con tutto il cast)
- Premio Chlotrudis
2016 – Candidatura per la miglior attrice per Il segreto del suo volto

## Doppiatrici italiane
- Chiara Colizzi in La scelta di Barbara, A Most Wanted Man, Il segreto del suo volto, Jack Ryan
- Barbara De Bortoli in Criminal: Germania, Tár
- Cinzia De Carolis in Homeland
- Silvia Tognoloni in Masai bianca
- Jolanda Granato in The Defeated
- Tatiana Dessi in L'Audizione
- Valentina Mari in The Contractor